# Scrancia orientalis
Scrancia orientalis är en fjärilsart som beskrevs av Sergius G. Kiriakoff 1962. Scrancia orientalis ingår i släktet Scrancia och familjen tandspinnare. Inga underarter finns listade.